# Ridlington, Norfolk
Ridlington är en by i civil parish Witton, i distriktet North Norfolk, i grevskapet Norfolk i England. Byn är belägen 6 km från North Walsham. Ridlington var en civil parish fram till 1935 när blev den en del av Witton. Civil parish hade 180 invånare år 1931. Byn nämndes i Domedagsboken (Domesday Book) år 1086, och kallades då Ridlinketuna.